# 太和镇 (眉山市)
太和镇，是中华人民共和国四川省眉山市东坡区下辖的一个乡镇级行政单位。2019年12月，撤销悦兴镇，将其所属行政区域划归太和镇管辖。太和镇河东社区所属行政区域划归富牛镇管辖。

## 行政区划
太和镇下辖以下地区：
太和社区、河东村、建国村、大林村、龙亭村、龙石村、仙桥村、狮子湾村、新桥村、永丰村和三江村。